# 尹梁
尹梁（1505年—？），字子充，直隸真定府晉州人，軍籍，明朝政治人物。

## 生平
順天府鄉試第九十五名舉人。嘉靖二十年（1541年）中式辛丑科會試第二百三名，登第三甲第一百一十三名進士。歷官户部郎中，三十年二月以考察闲住。

## 家族
曾祖尹鏞；祖父尹璟；父尹國正，母邵氏。慈侍下。兄桥、弟梓。